# Liste der Nummer-eins-Hits in Bulgarien
Die Liste der Nummer-eins-Hits in Bulgarien basiert auf den wöchentlichen Singlecharts des Landes, die zunächst von der Bulgarian Association of the Music Producers (BAMP) herausgegeben wurden und seit 2017 von der Verwertungsgesellschaft Prophon.
Die Liste ist nach Jahren aufgeteilt.